# Мизология
Мизоло́гия (от др.-греч. μῖσος «ненавижу» + λόγος «слово») — ненависть к разуму, наукам.
В платоновском диалоге «Федон» Сократ сравнивает мизологию (ненависть всякого слова) и её возникновение с мизантропией (человеконенавистничество) и считает мизологию «бо́льшей бедой». Термин стал известен после издания диалогов Платона в переводе Бенджамина Джоветта в 1870-е гг.
Иммануил Кант в сочинении «Основы метафизики нравственности» определяет мизологию как ненависть к разуму, которая возникает «у многих людей, и притом самых искушенных в применении разума».

## Цитаты
- То, что Платон называл мизологией, ненавистью к культуре, является не более, чем духовной ленью[4]. Мигель де Унамуно.